# Улан-удэнский автобус
Улан-Удэнский автобус — система автотранспортных пассажирских перевозок города Улан-Удэ

## История
В 1926 году Наркомторг БМАССР закупил три 12-местых автобуса Форд. 27 июня 1926 года совершены пробные автобусные рейсы между городом и дачами на Верхней Берёзовке. 6 сентября 1926 года автобусы начали ходить по городу.
Автобусы ходили по маршрутам:
- Зелёный базар (теперь Колхозный рынок) — Почта — Железнодорожный вокзал;
- Зелёный базар — Зауда и Рабочий городок (район современной Удинской улицы);
- Кинотеатр «Эрдэм» — Нижняя Берёзовка;
- Кинотеатр «Эрдэм» — Железнодорожный вокзал;

Цена проезда составляла от 10 копеек до 35 копеек, в зависимости от маршрута.
В 1966 году в городе автобусы ходили по 26 маршрутам протяженностью 194,5 км.
В 2014 году в городе были убраны с дорог машины «Истаны»

## Нумерация маршрутов
| №                | Наименование маршрута |
| ---------------- | --- |
| МУП № 1          | 115 квартал (С заездом на ст. Медведчиково) — ул. Советская |
| 2                | Сад Профсоюзник — Птицефабрика |
| МУП № 2          | Сад Профсоюзник — Сад «Урожай» — Птицефабрика |
| 3                | Площадь Банзарова — Мкрн Восточный |
| МУП № 3          | Площадь Банзарова — Мкрн Восточный |
| МУП № 3А         | Площадь Банзарова — Мкрн Загорск |
| МУП № 3К         | (Мкрн Восточный — Центр Восточной Медицины) (Пересадочный) |
| МУП № 4А         | Мкрн Площадка — Железнодорожный Вокзал (Пересадочный) |
| МУП № 9          | Сад Профсоюзник — БурятГАЗ |
| МУП № 10         | Аэропорт — Железнодорожный Вокзал (Пересадочный) |
| МУП № 11         | СНТ Ранет — ул. Бабушкина — Остров Комсомольский |
| МУП № 12         | Мкрн Восточный — Площадка |
| 15               | Улица Шумяцкого — Магазин «Копеечка» |
| МУП № 16         | Мкрн Забайкальский — Элеватор (Через мкрн Комушку) |
| МУП № 16К        | Мкрн Забайкальский — Элеватор (Через улицу Мокрова) |
| МУП № 17         | 3-й участок — Ж/Д Переезд |
| 19               | Мкрн Тулунжа — Улица Дальневосточная |
| МУП № 19А        | Мкрн Тулунжа — Мемориал Победы (Пересадочный) |
| 21               | Мкрн Восточный — Кафе Жили-Были |
| МУП № 21А        | Мкрн Восточный — Поликлиника № 3 |
| МУП № 24         | Мкрн Забайкальский — Птицефабрика |
| МУП № 25         | Мкрн Шишковка — Мкрн Лазо (Пересадочный) |
| МУП № 26         | 20А квартал — Кладбище Южное (Пересадочный) |
| МУП № 27         | 1-й участок — Мкрн Светлый — Мкрн Забайкальский |
| МУП № 27к        | Первое Поле — Мкрн Забайкальский — Площадь Советов (Пересадочный)                                                                                                |
| МУП № 28         | Аэропорт (по требованию) — улица Терешковой |
| МУП № 31         | Площадь Славы — СНТ «Сад 20 лет победы» |
| МУП № 31к        | Акбэс — СНТ «Сад 20 лет победы» |
| 33               | ДНТ Беркут — Центральное ГИБДД г. Улан-Удэ |
| МУП № 33А        | ТК МегаТитан — Центральное ГИБДД (Пересадочный) |
| 37               | Мелькомбинат — Верхняя Берёзовка |
| МУП № 37         | Мелькомбинат — Центр Восточной Медицины — Верхняя Берёзовка |
| 40               | 115 квартал — Зеленхоз |
| 44               | Авиазавод — Мкрн Лазо |
| 46               | Центральное ГИБДД г. Улан-Удэ — Вертолётная |
| МУП № 46А        | Вертолётная — Банкет Холл (Пересадочный) |
| МУП № 51         | Гостиные ряды — мкрн. Восточный |
| 55               | Мкрн Сокол — пос. Орешкова |
| 56               | Воинская Нефтебаза — Поликлиника № 3 |
| 56 (Стеклозавод) | Тубдиспансер — Поликлиника № 3 |
| 57               | 140а квартал — Ул. Лысогорская |
| 59               | Пентагон — Дачи 0-й км |
| МУП № 59         | Пентагон — Дачи 0-й км |
| 70               | 115 квартал — 102 квартал — ул. Терешковой — БНЦ — ВСГТУ — 20-й а квартал — Мелькомбинат — 44-й квартал — ул. Терешковой — 115 квартал (Кольцевой)               |
| МУП № 70         | 115 квартал — 102 квартал — ул. Терешковой — БНЦ — ВСГТУ — 20-й а квартал — Мелькомбинат — 44-й квартал — ул. Терешковой — 115 квартал (Кольцевая)               |
| 71               | 115 квартал — 102 квартал — ул. Терешковой — 44-й квартал — Мелькомбинат — 20-й а квартал — ВСГТУ — БНЦ — ул. Терешковой — 102 квартал — 115 квартал (Кольцевой) |
| МУП № 71         | 115 квартал — 102 квартал — ул. Терешковой — 44-й квартал — Мелькомбинат — 20-й а квартал — ВСГТУ — БНЦ — ул. Терешковой — 102 квартал — 115 квартал (Кольцевой) |
| 77               | Мкрн Коминтерн — Мкрн Энергетик |
| МУП № 80         | Тубдиспансер — 123 квартал |
| 82               | СНТ Профсоюзник — Товарный двор |
| МУП № 82         | СНТ Профсоюзник — Мкр. Южный |
| МУП № 92         | Тубдиспансер — Мемориал Победы (Пересадочный) |
| 95               | Мкрн Аршан — Мкрн Энергетик |
| МУП № 95         | ул. Аршанская — Мкрн Энергетик |
| МУП № 95А        | Мкрн Энергетик — ул. Терешковой (Пересадочный) |
| 97               | Дацан — Пос. Таёжный |
| 97 (Квартал)     | Дацан — 148-й микрорайон |
| 100              | Улица Денисова — 3-й участок Станция Дивизионная |
| МУП № 100        | Улица Денисова — 3-й участок Станция Дивизионная |
| 104              | пос. Каленово — Автовокзал Селенга. |
| 106              | Поселье — ТК Народный |
| 110              | Мелькомбинат — п. Онохой |
| 115              | Центральный рынок — п. Верхний Саянтуй |
| 120              | Мелькомбинат — п. Николаевский |
| 125              | п. Тапхар — Центральный рынок |
| 128              | п. Гурульба — мкр. Шишковка |
| 129              | Сотниково — Республиканский Бизнес-Инкубатор |
| 130              | п. Иволгинск — Автовокзал Селенга |
| 131              | Республиканский Бизнес Инкубатор — п. Ошурково |
| 132 (автобус)    | Элеватор — п. Нижний Саянтуй |
| 132 (маршрутка)  | Элеватор — п. Вознесеновка |
| 133              | Гостиные ряды — СНТ Эрхирик |
| МУП № 134        | Площадь Банзарова — Сосновый Бор |
| МУП № 135        | Площадь Банзарова — Мкрн Звёздный |
| 137              | Магазин «Люкс» — п. Нижний Саянтуй |
| 155              | Улица Добролюбова — п. Еловка |
| 161              | Центральный рынок — Нижняя Иволга |
| 177              | п. Сотниково — ул. Пушкина |

## Пересадочный тариф
Пересадочный тариф  — это возможность сэкономить при пересадке с автобуса на трамвай, или наоборот, оплатив лишь разницу между стоимостью билетов в разных видах общественного транспорта. Он начал работать с конца 2021 года. Тогда начался эксперимент с маршрута № 1, тогда он ходил 115 кв — ЖД Вокзал и решили сделать первый эксперимент.
Оплата производится по безналичному расчёту, банковской картой или устройством с поддержкой NFC.
Единственное условие — расчет в следующем виде транспорта нужно осуществить в течение 90 минут, тем же способом.
Данный тариф работает на следующих маршрутах:
| №     | Наименование маршрута                                        |
| ----- | ------------------------------------------------------------ |
| № 1   | 115 квартал (С заездом на Ст. Медведчиково) — ул. Советская. |
| № 3К  | (Мкрн Восточный — Центр Восточной Медицины).                 |
| № 4А  | Мкрн Площадка — Железнодорожный Вокзал.                      |
| № 10  | Аэропорт — Железнодорожный Вокзал.                           |
| № 19А | Мкрн Тулунжа — Мемориал Победы.                              |
| № 25  | Мкрн Шишковка — Мкрн Лазо.                                   |
| № 26  | 20А квартал — Кладбище Южное.                                |
| № 27  | Первое Поле — Мкрн Забайкальский — Площадь Советов.          |
| № 33А | ТК МегаТитан — Центральное ГИБДД.                            |
| № 46А | Вертолётная — Банкет Холл.                                   |
| № 92  | Тубдиспансер — Мемориал Победы.                              |
| № 95А | Мкрн Энергетик — ул. Терешковой.                             |

## Дачные маршруты
Дачные автобусы  работают с 1 мая до 15 октября. 
| №      | Наименование маршрута                                                                   |
| ------ | --------------------------------------------------------------------------------------- |
| № 2    | Сад Профсоюзник — Сад «Урожай» — Птицефабрика                                           |
| № 2а   | Сад «Урожай» — Сад Профсоюзник — Птицефабрика                                           |
| № 11   | СНТ Ранет — ул. Бабушкина — Остров Комсомольский                                        |
| № 12   | Мкрн Восточный — Площадка                                                               |
| № 16   | Мкрн Забайкальский — Элеватор                                                           |
| № 22   | Мкрн Восточный — Сад «Автодорожник»                                                     |
| № 31   | Площадь Славы — СНТ «Сад 20 лет победы» (Дачный)                                        |
| № 31а  | Акбэс — СНТ «Сад 20 лет победы» (Дачный)                                                |
| № 32   | Элеватор — п. Вахмистрово (Дачный)                                                      |
| № 37   | Лагерь «Берёзовка» — Мелькомбинат (Дачный)                                              |
| № 39   | «Виадук» Мелькомбинат — Дачи 14 КМ (Дачный)                                             |
| № 122  | Площадь Славы — БСМП — Дачи 5 КМ (Дачный)                                               |
| № 122К | БСМП — Дачи 5 КМ (Дачный)                                                               |
| № 131  | Республиканский Бизнес-Инкубатор — Сад «Профсоюзник» — Ошурково — Сад «Геолог» (Дачный) |

## Современные автобусные маршруты
В 2017 году в Улан-Удэ действовало 43 городских автобусных маршрута и 14 автобусных маршрутов садово-дачного направления. Общая протяжённость городских автобусных маршрутов составляет более 1200 км.
Городской автобусный транспорт в 2017 году насчитывал 350 автобусов большой и средней вместимости и 1370 автобусов малой вместимости.

## Закрытые маршруты
С 2015 по 2025 год с городских маршрутов ушли более 400-х микроавтобусов. Совсем ушли, такие маршруты, но некоторые из закрытых, были переведены МУПу "Городские маршруты"»: 
| №     | Список маршрутов: |
| ----- | --- |
| № 4   | Поселье — Мкрн. Зелёный |
| № 10а | Аэропорт — Железнодорожный Вокзал |
| № 23  | Сад Профсоюзник — Мкрн Восточный |
| № 29  | Мемориал Победы — Центральный рынок — ВСГТУ — Элеватор —Мемориал Победы («Кольцевой»)                                                                                  |
| № 30  | Элеватор — ВСГТУ — Центральный рынок — Элеватор («Кольцевой») |
| № 36  | Поликлиника № 3 — 44 квартал — мкр. Сосновый — Поликлиника № 3 («Полукольцевой»)                                                                                       |
| № 42  | Тубдиспансер — ул. Конечная |
| № 54  | Мкрн Восточный — Элеватор — Центральный рынок — ВСГТУ — Мкрн Восточный («Полукольцевой»)                                                                               |
| № 59т | (Пентагон — Дачи 0-й км) |
| № 63  | Мкрн. Шишковка — ул. Мокрова |
| № 64  | ул. Заовражная — 140-й а квартал |
| № 70а | 115 квартал — 102 квартал — ул. Терешковой — БНЦ — ВСГТУ — 20-й а квартал — Мелькомбинат — 44-й квартал — ул. Терешковой — 115 квартал («Полукольцевой»)               |
| № 71а | 115 квартал — 102 квартал — ул. Терешковой — 44-й квартал — Мелькомбинат — 20-й а квартал — ВСГТУ — БНЦ — ул. Терешковой — 102 квартал — 115 квартал («Полукольцевой») |

## Новые автобусы
В 2020 году при поддержке Владимира Путина городу были выделены деньги на закупку автобусов ПАЗ-3204.
В 2022 году, городу были выделены средства на закупку новых вместительных автобусов «Волгабасов».

## Регулирование
Функции организатора регулярных пассажирских перевозок на автомобильном пассажирском транспорте в городе Улан-Удэ выполняет муниципальное учреждение «Комитет по транспорту, потребительскому рынку и предпринимательству Администрации города Улан-Удэ».